# Квантова статистика
Ква́нтова стати́стика — розділ статистичної механіки, в якому n-частинкові квантові системи описуються методом статистичних операторів комплексів частинок (зредукованими матрицями щільності). Число часток n може бути довільним натуральним (кінцевим) числом або нескінченністю.
У вузькому сенсі під квантовою статистикою мають на увазі статистики Бозе — Ейнштейна і Фермі — Дірака.
Під квантової статистикою іноді мають на увазі узагальнення математичної статистики, що спирається на теорію некомутативної (квантової) ймовірності.

## Багаточастинкова квантова теорія
Точне рішення задачі багатьох тіл в квантовій, як і в класичній, теорії зустрічає надзвичайно великі труднощі. Однак можна вказати деякі загальні властивості симетрії, що випливають з принципу Паулі. Хвильова функція для систем, що складаються з деякого числа однакових (тотожних) частинок з напівцілим спіном (ферміонів), є антисиметричною, тобто її знак змінюється при перестановках змінних (включаючи внутрішні) двох частинок. Для систем частинок з цілим спіном — бозонів така перестановка не змінює знака хвильової функції, тобто хвилева функція симетрична. Різниця у властивостях симетрії ферміонів і бозонів визначає якісну відмінність у поведінці систем, що складаються з частинок цих двох типів, зокрема їх розподіл за станам (рівнем енергії), що дається Бозе — Ейнштейна статистикою (для бозонів) або Фермі — Дірака статистикою (для ферміонів) . У бозе-системах в даному квантовому стані може знаходитися довільне число частинок, і тому при нульовій абсолютній температурі (за відсутності джерел збудження) усі бозони будуть накопичуватися на нижчому можливому рівні енергії. У фермі- системах кожен квантовий стан може займати лише одна частинка і тому вони в подібних умовах заповнюють всі рівні від нижчого до деякого граничного (рівня Фермі).
Наближені методи, які залучаються для вирішення проблеми багатьох тіл, набули значно більшу ефективність після того, як почалося широке використання уявлень квантової теорії поля (КТП). Так, при розгляді твердого тіла можна прийняти його стан при нульовій абсолютній температурі за «вакуумний», оскільки енергія такого стану мінімальна. Збудження твердого тіла, зокрема при його нагріванні, можна розглядати як народження елементів збуджень - квантів, кожен з яких несе певну енергію, імпульс і спін. Такі елементи збудження називаються квазічастинками (на відміну від «істинних» частинок - структурних елементів кристала, наприклад атомів, число яких незмінно). Залучення методів КТП, що дозволяють представити еволюцію системи як народження, взаємодію і взаємні перетворення різних квазічастинок, виявилося досить плідним для фізики твердого тіла. Прикладом може служити створення теорії надпровідності.

## Опис багатоелектронних атомів
Дещо інший підхід зручно використовувати при описі багатоелектронних атомів. Спочатку приймається , що електрони незалежні, тобто що кожен з них відчуває лише вплив деякого т. зв. самоузгодженого поля , в якому ефективно враховуються як кулонівське поле ядра , так і усереднене поле взаємодії між електронами. При такому підході завдання про рух кожного з електронів (одноелектронне завдання) вирішується відносно просто. Виходять , як і зазвичай у квант. механіці , набори можливих станів з різними значеннями квантових чисел, які визначають енергії, моменти кількості руху та інші фізичні величини. Відповідно до принципу Паулі заповнення електронами рівнів енергії відбувається так, що спочатку вичерпуються всі можливі набори квантових чисел в змозі з наїнізшей можливої енергією , потім заповнюються більш високі рівні і т. д. , поки не будуть розміщені всі електрони. При цьому в основному стані системи виявляться заповненими всі рівні енергії, починаючи від найнижчого аж до деякого граничного значення; такий стан можна вважати «вакуумним». Все більш високі рівні залишаються вакантними. Додатковий вплив неврахованих при цьому взаємодій можна розглядати квантовопольовими методами. Ці взаємодії можуть призводити до реального чи віртуального перекиданню електронів з заповнених рівнів на вільні (вакантні), що можна описувати як народження пари: «над вакуумом» виникає частинка, а на звільненому рівні з'являється «дірка» , яка грає роль античастинки. Народження таких пар і їх анігіляція можуть бути зображені діаграмами Фейнмана. Якщо ймовірність одночасного виникнення багатьох пар мала, можна спростити завдання, обмежившись урахуванням народження і анігіляції лише невеликого їх числа.
Квантовопольові методи, перенесені в фізику багаточастинкових систем, виявилися тут навіть більш ефективними, ніж у фізиці елементарних частинок. Більше того , КТП отримала в новій галузі такий подальший розвиток, який може виявитися корисним і для теорії елементарних частинок.